# Delbert Barker

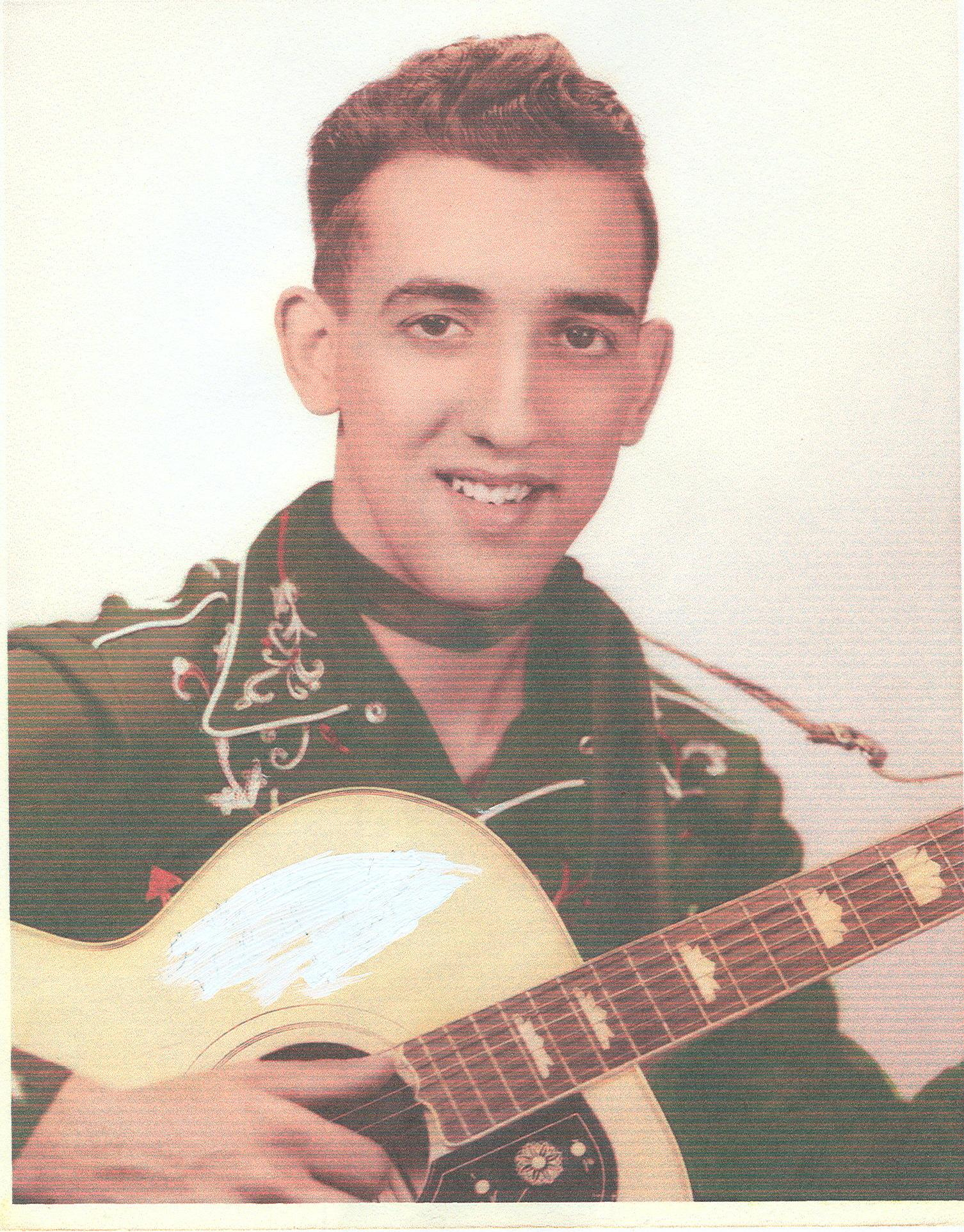
Delbert Barker Anfang der 1950er-Jahre

Delbert Barker (* 3. Dezember 1932 in Frenchburg, Kentucky; † 5. März 2024) war ein US-amerikanischer Country- und Rockabilly-Musiker. Barker ist vor allem für seine unzähligen Coverversionen bei Gateway Records bekannt.

## Leben

### Kindheit und Jugend
Delbert Barker wurde 1932 in Frenchburg, Kentucky, geboren, zog mit seiner Familie aber 1943 nach Middletown, Ohio. Im Alter von 14 Jahren nahm er an einem Talentwettbewerb teil, der von einer lokalen Tanzschule ausgerichtet wurde. Mit dem regionalen Gewinn dieses Wettbewerbes erhielt Barker eine Fernsehshow auf einem lokalen Fernsehsender.

### Karriere bei Gateway

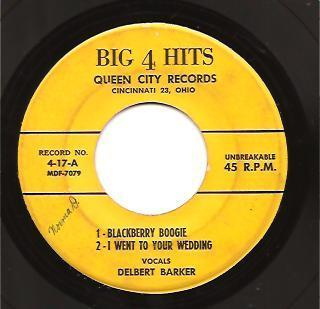
Blackberry Boogie / I Went to Your Wedding, 1952

1951 nahm WCPO-TV den jungen Barker als Mitglied in seine über Mittag ausgestrahlte Barn Dance Show Mid-Day Merry-Go Round auf. Der Plattenlabelbesitzer und Produzent Carl Burckhardt sah Barker bei einer dieser Shows und nahm ihn für sein Label Gateway unter Vertrag. Burckhardt hatte sich mit Gateway und seinen Labels wie Big 4 Hits, Kentucky Records und weiteren darauf spezialisiert, günstigere Coverversionen aktueller Hits herauszubringen. In den nächsten fünf Jahren spielte Barker unzählige Versionen aktueller Country-Hits ein. Er galt bei Gateway als der „Mann mit den fünf Stimmen“, da er vor allem für das Repertoire von Hank Williams, Carl Smith, Hank Thompson, Faron Young und Lefty Frizzell verantwortlich war. Er coverte aber auch Hits von Jim Reeves, Tennessee Ernie Ford oder Bill Carlisle.
Seine Hintergrundband bestand bei sämtlichen Gateway-Aufnahmen neben Barker (Gitarre/Gesang) aus seinem Cousin Ralph Barker (Gitarre), Bill Thomas (Fiddle), Bill Apple (Bass), Bob McCoy (Pedal-Steel-Gitarre) und oftmals einem Schlagzeuger und Pianisten. Im Gegensatz zu der guten musikalischen Qualität der Aufnahmen durch Barker und seiner Band ließ die Qualität der Platten zu wünschen übrig, da Burckhardts Presswerk oftmals schlechtes Material verwendete.
Durch Burckhardts Geschäftsstrategie stand jedoch immer der jeweilige Song und nie der Interpret im Mittelpunkt. Die Namen der Interpreten wurden lediglich klein auf dem Plattenetikett gedruckt oder ganz weggelassen bzw. es wurden Pseudonyme verwendet. Selbst auf einer LP mit 16 von Barker aufgenommenen Hank-Williams-Titeln stand sein Name nur klein auf der Rückseite des Plattencovers. Dadurch kam es, dass Barker so wie viele andere seiner Gateway-Kollegen trotz exzellenter Aufnahmen nicht die nötige Anerkennung erfuhren.
1954 wurde dennoch Ben Garnett auf Barker aufmerksam und in der Folge wurde eine Single produziert. Billboard gab Barkers Platte Building Castles / Yearning in My Heart jedoch nur eine durchschnittliche Bewertung: „Okay warble by Barker on his debut cutting for the new label.“

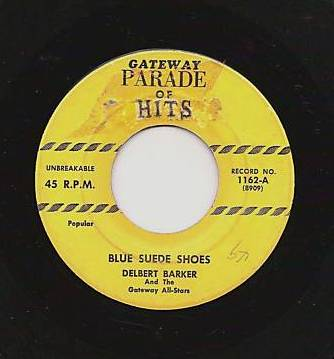
Blue Sude Shoes, 1956

1955 und 1956 spielte Barker zunehmend auch Rockabilly ein. Nach Johnny Cashs Hit So Doggone Lonesome folgten Versionen von Carl Perkins’ Blue Suede Shoes und Elvis Presleys Heartbreak Hotel.

### Wechsel zu King
Louis Innis, A&R-Manager für King Records, war gerade auf der Suche nach Kings Antwort zu Carl Perkins und hörte Barkers Version von Blue Suede Shoes; er war so beeindruckt, dass er Barker einen Vertrag anbot. Barker nahm an und hielt seine erste Session für King am 19. Juni 1956 ab. Von den vier eingespielten Rockabilly-Titeln wurden No Good – Robin Hood / That’s a Sin als Single genutzt. Aufgrund der fehlenden Vermarktung ging die Platte aber ohne größere Beachtung unter.
Aus Barkers zweiter Session vom November desselben Jahres resultierten zwei Country-Singles, die aber ebenso wenig beim Publikum ankamen wie Barkers Rockabilly vom Sommer. Die schlechten Verkäufe ließen King den Vertrag dann auslaufen und nicht erneuern.

### Spätere Jahre
Nach den Misserfolgen bei King zog Barker nach New Jersey, wo er für einige Zeit als Begleitmusiker (Gitarre / Steel Guitar) für Country-Stars wie Justin Tubb, Jimmy Dean, George Morgan, die Warren Brothers und Jimmie Skinner arbeitete. Er hatte als Tour- und Studiomusiker zwar genug Arbeit, aber das Geld reichte nicht, um seine Familie zu ernähren.
Barker gab deshalb die Musik auf und zog 1959 zurück nach Middletown, wo er nun als Polizist arbeitete. 1966 versuchte er sich noch einmal im Musikgeschäft – wieder bei King – und nahm die Single It Can’t Last Long / Color Me Gone auf, die aber wenig Beachtung in der Öffentlichkeit fand. Erst 1981 konnte Barker als Songwriter einen großen kommerziellen Erfolg feiern. Bereits 1972 hatte Kenny Price Barkers Song You Almost Slipped My Mind aufgenommen, aber erst Charley Pride machte den Song zu einem Nummer-eins-Hit. Barker betrieb in den 1980er-Jahren auch ein kleines Studio und Label (Center Records), das sich auf Bluegrass spezialisierte.
Delbert Barker war bis ins hohe Alter in und um Cincinnati als Musiker aktiv. Er trat als Gitarrist sowie teilweise auch als Sänger auf Kirchenfesten und anderen lokalen Veranstaltungen auf. In seiner Karriere als Musiker nahm er über 100 Songs auf.

## Diskografie
Aufgrund der großen Veröffentlichungszahlen, die von Carl Burckhardts Labels getätigt wurden, ist eine komplette Diskografie nur schwer umzusetzen. Barkers Gateway-Veröffentlichungen können unter Gateway Records/Diskografie eingesehen werden.
| Jahr                    | Titel                                   | #    | Anmerkungen |
| ----------------------- | --------------------------------------- | ---- | ----------- |
| Garnett Records         |                                         |      |             |
| 1954                    | Building Castles / Yearning In My Heart | 500  |             |
| King Records            |                                         |      |             |
| 1956                    | No Good -- Robin Hood / That’s a Sin    | 4951 |             |
| 1957                    | Wild Heart / There Must Be a Way        | 5008 |             |
| 1957                    | Amanda / Broken Heart                   | 5031 |             |
| 1966                    | It Can’t Last Long / Color Me Gone      | 6042 |             |
| Unveröffentlichte Titel |                                         |      |             |
| 1956                    | - Goose Bumps - Jug Band Jump           | King |             |